# Parc de Pedra Tosca
El Parc de Pedra Tosca és un parc del barri de Bosc de Tosca de les Preses.
Fou recuperat per l'Ajuntament de les Preses a través d'un projecte europeu “Life Medi Ambient” on es va promoure la recuperació d'aquest espai l'any 2003. El projecte de recuperació del Parc de Pedra Tosca, es va iniciar l'any 1998, encara que les obres es varen iniciar al 2003, finalitzant-se el 2004, afectant una superfície total de 2.500.000 m², amb un cost total de 243.485 €. El projecte fou planejat per RCR, i pot considerar-se un projecte atemporal. amb el qual es va captar la història del lloc i, utilitzant els materials propis de l'entorn, els arquitectes, Carmen Pigem, Ramon Vilalta i Rafael Aranda van projectar una obra de gran valor estètic, en la qual destaquen les línies geomètriques netes donant al parc un aspecte modern. El parc està situat a l'antiga ruta del carrilet, ara recuperada com a Ruta del Carrilet II, una via verda d'Olot a Girona (Les Preses). El projecte va voler recuperar l'espai amb actuacions respectuoses amb les obres fetes pels avantpassats de la zona. Està inclòs dins l'àmbit del Parc Natural de la Zona Volcànica de la Garrotxa i està legislat per un pla especial de protecció des de l'any 1985. El parc està format per un laberint de camins, parets seques, artigues i cabanes, que permeten observar i entendre l'entorn natural que es visita i inclou explotacions agrícoles amb cultius tradicionals de la zona i amb tècniques ecològiques.
Aquest espai abans del projecte Life Medi Ambient, era una zona degradada, on no hi havia cap control i tenia problemàtiques serioses, com l'abocament il·legal de runes o escombraries. A més a més la vegetació guanyava terreny i l'espai estava constituït per densos matollars que feia impossible el pas a la zona.

## Origen
En un territori que ha estat profundament modificat per l'activitat volcànica fins fa 11.500 anys, s'hi va anar dipositant una capa de terra d'una fertilitat especial derivada del seu origen eruptiu, on es va anar instal·lant la vegetació. En el cas del Parc de Pedra Tosca, s'hi va crear un bosc de roure pènol que es va anar eliminant a causa del procés de desamortització de Mendizábal al segle xix. Aquestes terres van passar a mans dels habitants del territori que van anar arrencant tot un seguit d'artigues per tal de poder disposar de terres per obtenir aliment. Els habitants, no sols van haver de tallar el bosc, sinó que van tenir la necessitat de separar la terra de les pedres, que es van anar acumulant al voltant dels camps de cultiu. En un primer moment les pedres extretes, eren un element innecessari a la zona, però aviat es va convertir en un element útil per poder dividir els horts, els camins i construir petites barraques per guardar les eines i fer de refugi per protegir-se de les inclemències del temps.
Aquestes terres i l'obra de pedra seca es va abandonar a mitjans del segle xx, quan van aparèixer altres maneres de guanyar-se la vida i es va convertir en un espai en procés de degradació fins a l'any 1982, quan es va incloure al Parc Natural de la Zona Volcànica de la Garrotxa i se li va donar una protecció necessària. Una part de l'obra de pedra seca va estar protegida de les agressions destructores, a causa de la dificultat d'accés i per les seva pròpia duresa.Finalment de l'any 2003 al 2005 a través del projecte LIFE, l'ajuntament de les Preses va poder recuperar la zona i gran part d'aquella obra de pedra seca, ha arribat als nostres dies com l'únic testimoni d'un període de la nostra història.

## Objectius del projecte
L'objectiu general del projecte era revitalitzar el Bosc de Tosca i posar en valor els seus recursos ambientals. Es volia recuperar l'espai natural i el seu alt valor ambiental i ecològic. La preservació de la zona estava en perill a causa de la degradació causada pel creixement perifèric de la ciutat d'Olot. Per aconseguir aquest objectiu principal es van determinar els següents objectius específics:
- Dur a terme un projecte d'intervenció de recuperació de la zona al qual les propietats privades cooperessin amb els organismes públics en l'ús adequat dels espais, per aconseguir la conservació de patrimoni natural de la zona i que es contribuís a la vegada, a la conservació de la biodiversitat.
- La creació d'un parc escènic i pictòric a través de la construcció de diferents itineraris temàtics.
- La recuperació de cultius tradicionals que no estan alineats amb la lògica de la productivitat, però que són els seleccionats amb els criteris basats en el benefici del medi ambient. Promoure els criteris ecològics pel que fa a la utilització del sòl, la vegetació, la fauna, i les construccions de pedra seca.
- Promoure un turisme ecològic i la promoció d'una estratègia d'educació ambiental.
- Controlar i gestionar els recursos hídrics a la zona.

## Motius per a la protecció
El paisatge del Bosc de Tosca es va escapar per poc de la multitud d'amenaces existents i que provocaven una degradació molt ràpida de la zona. Aquestes amenaces eren les següents:
- Degradació dels recursos naturals, causats pel creixement perifèric de la ciutat d'Olot i les accions individuals dels propietaris de terres en la recuperació desordenada de les terres de cultiu a causa de la fragmentació a la zona. Aquests fets van provocar un ús de cultius i activitats que van provocar la contaminació de la zona; també la construcció incontrolada, desordenada i improvisada de barraques.
- Abocaments il·legals, que provocaven un fort impacte visual a la zona amb la construcció d'edificis, refugis, cabanes construïdes amb materials de rebuig.
- Pèrdua de cultius tradicionals, provocat pels canvis de la indústria de l'agricultura i la introducció de varietats exòtiques seleccionades pels seus alts nivells de producció.
- Desconeixement per part dels agricultors locals de tècniques de producció ecològica.
- Limitacions d'alta productivitat de cultius a causa de les restriccions ambientals del Parc Natural de la Zona Volcànica de la Garrotxa.
- La majoria dels camps eren abandonats o deixats per l'ús de pastures.
- La vegetació estava envaint l'àrea de producció.
- La falta d'aigua de regadiu per les terres agrícoles de la zona.

## Desenvolupament del projecte
Es van eliminar les àrees de vegetació densa, arbustos, bardisses, per tal de revelar l'autèntic paisatge de la zona, format per turons i parets de pedra tosca. També s'elimina les escombraries existents. Aquest fet va facilitar la recuperació, protecció i restauració dels murs, els refugis i les Artigues, on a més a més les característiques ecològiques d'aquestes construccions formen un biòtop ric per la flora i la fauna. Aquest condicionament de la zona i de l'accés cap a les artigues van ajudar a dur a terme accions que impliquessin la introducció de cultius tradicionals. El resultat d'aquest treball ha estat la creació del Parc de Pedra Tosca, on totes les accions de recuperació i d'intervenció s'han dut a terme amb la cooperació dels agents privats i terratinents amb les entitats públiques i privades. Aquest fet ha provocat una preservació del Patrimoni Natural i ha contribuït al manteniment de la biodiversitat del Parc Natural de la Zona Volcànica de la Garrotxa. S'han millorat 26 hectàrees del Bosc de Tosca, evitant així, que el procés de degradació arribés a aquesta àrea. Finalment s'ha aconseguit el 70% de la rehabilitació dels refugis i de les partes de pedra seca existents, s'ha aconseguit parar la invasió d'activitats perjudicials per a l'àrea, com construccions de barraques, abocaments il·legals i les pràctiques nocives de cultivar. S'ha aconseguit definir un límit clar entre la ciutat i la naturalesa. La construcció d'itineraris temàtics i la senyalització de punts d'interès utilitzant taules d'informació descriptiva, han facilitat les visites a les diferents àrees del parc i ajuda als visitants que tinguin una visió general del caràcter de la zona. Al rebre el nom de Reserva natural, ha aconseguit ser un pol d'atracció de gran interès per experts i persones del món acadèmic, ja siguin arquitectes, geòlegs o artistes, que venen a estudiar o a il·lustrar el paisatge, promovent així una integració de les activitats culturals i artístiques amb el medi ambient. S'ha aprofitat l'antiga estació de tren anomenada “Baixador de Codella”, que formava part de l'antiga línia de tren Olot – Girona, per adaptar-la com un centre d'informació, de documentació i d'educació.

## Recuperació dels cultius tradicionals
La investigació sobre el cultiu bàsic a les Artigues es va dur a terme mitjançant una anàlisi química, on es van utilitzar mostres seleccionades aleatòriament. Aquest estudi va determinar que gairebé tots els Artigues eren aptes pel cultiu tradicional. Abans de recuperar el cultiu es va dur a terme unes tasques de neteja i adequació de les terres. El material vegetal no desitjat va ser processat i dispersat pels camps com a font de material de compost de descomposició lenta. Per tal d'equilibrar la relació a la terra entre nitrogen i carboni es va plantar el fenigrec amb la col·laboració dels estudiants d'agrària del centre d'educació IES –SEP La Garrotxa. El fenigrec va ser seleccionat a causa de la seva bona aptitud per proporcionar nitrogen al sòl. També es va plantar el sègol, que és una planta que es va conrear tradicionalment a l'àrea. Un cop consolidada l'agricultura a les artigues es van iniciar plantacions de cultius tradicionals, ara en regressió, al passat amb una gran extensió territorial. Aquest cultius eren el fajol, el trèvol, el tramussos, el sègol i les violes. Aquests cultius tenien i tenen una gran importància als sectors artístics locals quan surt la flor i han estat representats amb freqüència en les il·lustracions dels artistes locals. Les patates, les cebes, els fesols i dues varietats de blat de moro també han estat afegits a la llista de cultius extensius. També es van introduir nous cultius de plantes aromàtiques com la menta, la sàlvia, l'espígol i la farigola. La ràpida adaptació d'aquestes plantes a la zona ha facilitat el seu cultiu. El treball manual va ser necessari per a dur a terme una part important de les tasques a causa de la dificultat en el transport de màquines de grans dimensions a la zona de les artigues. La sembra i el desherbatge es van dur a terme a mà. S'han restablert les tècniques agrícoles tradicionals respectuoses amb el medi ambient i s'han aplicat a totes les artigues les pràctiques agrícoles ecològiques. Per tal de proveir aigua a les artigues i alleugerar les condicions de sequera a curt termini, s'ha implantat un sistema de retenció i distribució d'aigua subterrània, amb la construcció d'un pou connectat a una xarxa de reg. La recuperació de les terres de cultiu s'ha realitzat amb la reforestació de les àrees de major impacte visual amb espècies vegetals autòctones com els roures. La recuperació de l'agricultura a 48 artigues, les tècniques d'agricultura ecològica tradicional, l'aplicació de l'agricultura ecològica, la formació de futurs agricultors, les tècniques de gestió sostenible, la conscienciació i l'educació dels nostres ciutadans cap al medi ambient han estat els principals èxits que han contribuït a promoure la biodiversitat a la zona.

## Promoció del Parc
El Parc de Pedra Tosca ha organitzat diverses iniciatives amb l'objectiu de fer difusió sobre el projecte i demostrar la seva viabilitat. Al llarg de l'execució del projecte totes les iniciatives s'han presentat públicament a través dels mitjans de comunicació. En termes quantitatius, la informació d'aquest projecte s'ha comunicat a un gran nombre de professionals del sectors de l'agricultura, el medi ambient, el turisme, la gastronomia i la tecnologia. El projecte també va ser presentat a la Fira Internacional de Bilbao pel Medi Ambient, així com a altres esdeveniments atesos per professionals en el sector del medi ambient. També es va aconseguir una alta participació en el desenvolupament d'activitats d'educació ambiental dins el projecte del parc.

## Beneficis ambientals
Els beneficis ambientals que va aconseguir el projecte són els següents:
- 26 hectàrees al Bosc de Tosca han estat recuperades pel seu ús i conservació.
- Millora de la qualitat del medi ambient a través de la reimplantació de cultius locals i altres cultius de gran valor visual.
- Promoció de l'agricultura ecològica, sense l'ús de fertilitzants o pesticides.
- El seguiment de l'ús de l'aigua i sense ser contaminada.
- Protecció i recuperació del patrimoni arquitectònic de la zona: els murs de pedra seca i els refugis proporcionen unes característiques ecològiques úniques que beneficien un gran nombre d'espècies de flora i fauna.
- Promoció d'una major biodiversitat.
- Un canvi a llarg termini en els hàbits de consum
- Un major grau d'implicació en la consciència ecològica i a l'educació.

## Premis
La delicada combinació d'intervencions per restaurar i recuperar el paisatge ha fet que el Parc de Pedra Tosca hagi estat Premi Europeu de Paisatge Rosa Barba, com a exemple d'espai obert que constitueix un exemple de recuperació de paisatge naturals de volcans i els camps de cultius amb una combinació d'elements artificials i naturals. Ha aconseguit també el Premi d'arquitectura en l'apartat d'espais exteriors a la desena edició dels Premis d'Arquitectura de les comarques de Girona l'any 2006. L'any 2007, el Parc va estar novament reconegut amb el Premi X+Verd al segon congrés Europeu Ciutat Verda celebrat a Barcelona.